# Gorgasia

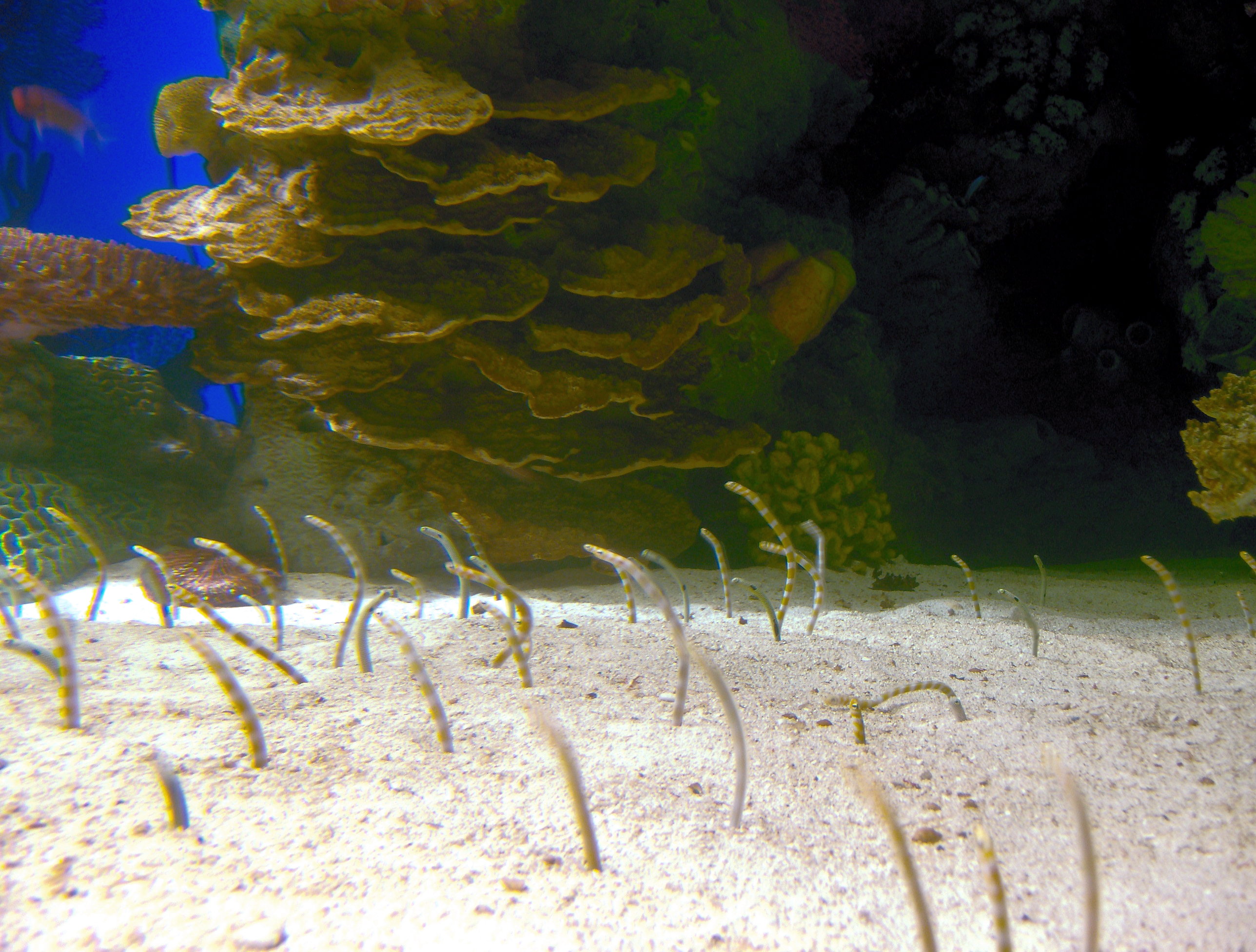
Colònia de Gorgasia preclara

Gorgasia és un gènere de peixos pertanyent a la família dels còngrids. És circumtropical.

## Descripció
- Cos molt allargat i comprimit.

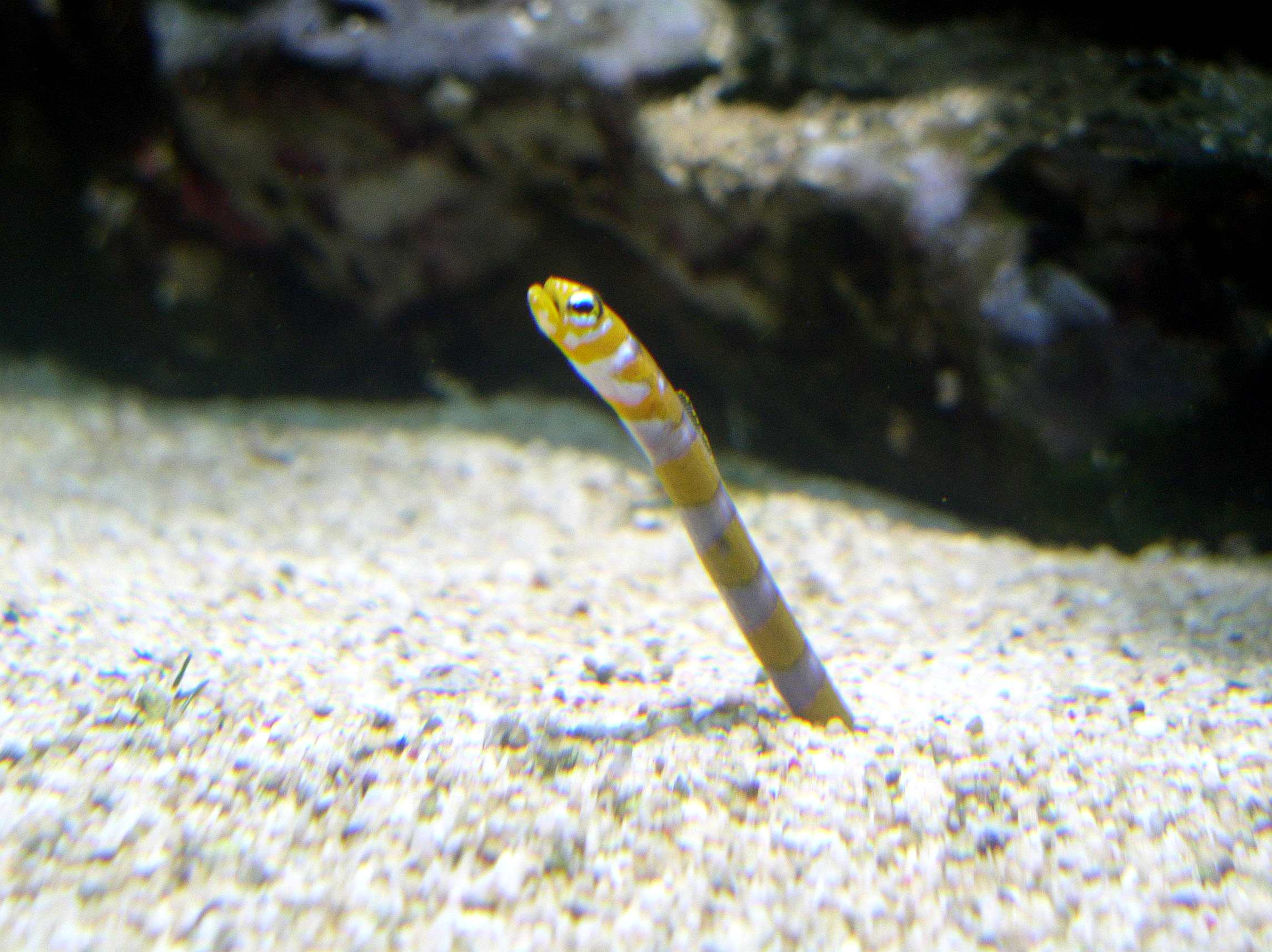
Gorgasia preclara

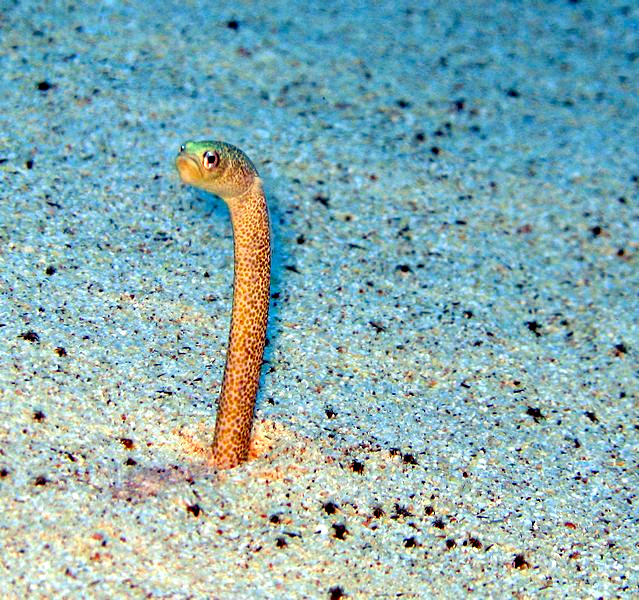
Gorgasia sillneri fotografiada a les costes del mar Roig a Egipte.

- Cua molt més llarga que el cap i la resta del cos.
- Línia lateral completa.
- Cap curt i musell molt curt.
- Boca obliqua i relativament llarga.
- Dents en bandes estretes o en fileres simples.
- Narius frontals tubulars.
- Aletes pectorals relativament grans.[2]

## Taxonomia
- Gorgasia barnesi (Robison & Lancraft, 1984)[3]
- Gorgasia cotroneii (D'Ancona, 1928)[4]
- Gorgasia galzini (Castle & Randall, 1999)[5]
- Gorgasia hawaiiensis (Randall & Chess, 1979)[6]
- Gorgasia inferomaculata (Blache, 1977)[7]
- Gorgasia japonica (Abe, Miki & Asai, 1977)[8]
- Gorgasia klausewitzi (Quéro & Saldanha, 1995)[9]
- Gorgasia maculata (Klausewitz & Eibl-Eibesfeldt, 1959)[10]
- Gorgasia naeocepaea (Böhlke, 1951)[11]
- Gorgasia preclara (Böhlke & Randall, 1981)[12]
- Gorgasia punctata (Meek & Hildebrand, 1923)[13]
- Gorgasia sillneri (Klausewitz, 1962)[14]
- Gorgasia taiwanensis (Shao, 1990)[15]
- Gorgasia thamani (Greenfield & Niesz, 2004)[16][17][18][19][20][21][22]